# Los parecidos
Los parecidos és una pel·lícula mexicana de thriller sobrenatural del 2015 escrita i dirigida per Isaac Ezban. És protagonitzada per Gustavo Sánchez Parra, Cassandra Ciangherotti, Fernando Becerril, Humberto Busto, Carmen Beato, Santiago Torres, i María Elena Olivares com a persones atrapades per un huracà en una estació d'autobusos durant l'època de la matança de Tlatelolco el 1968. Com a passatgers esperen l'arribada d’un autobús, s'horroritzen al veure que la cara de tothom es transforma lentament. Fou estrenada al Fantastic Fest el setembre del 2015. Es va estrenar a Mèxic l'octubre del 2016.

## Sinopsi
Ulisses es veu frustrat quan es troba atrapat en una estació d'autobusos durant una tempesta massiva mentre la seva dona dona a llum a la propera Ciutat de Mèxic. El secretari d’edat avançada, Martin, li explica que la tempesta ha aturat temporalment el servei d’autobusos. Les retransmissions intermitents a la ràdio de Martin són notícies cada cop pitjors, revelant finalment que se sospita que la tempesta és un fenomen mundial d’origen desconegut. Ulisses intenta trucar a l’hospital amb el telèfon de pagament de l'estació, per desconnectar-lo després d’un breu intercanvi que només el preocupa més. Ulisses demana fer servir el telèfon de Martin, però Martin diu que no té cap línia exterior.
Irene, una dona embarassada, es refugia a l'estació d'autobusos. Mentre Martin es desinteresa per la seva situació, Ulisses l’ajuda i li suggereix que demani un taxi amb el telèfon de pagament. Quan informa que està en camí, Ulisses s'ofereix emocionat de compartir la tarifa amb ella. Ulisses pregunta a una dona gran, Roberta, si també li interessa compartir la tarifa, però s'agita i respon en un idioma que Ulisses no pot entendre. Mentre esperen el taxi, la Irene va al lavabo, on una dona de la neteja, Rosa, la sorprèn i li insisteix que es quedi a l'estació. Mentre Irene intenta fugir de Rosa, Rosa té el que sembla ser un atac epilèptic.
Al mateix temps, arriben a l'estació tres persones més: Alvaro, Gertrudis i el fill de Gertrudis, Ignacio. Al sentir les crides d’ajuda d’Irene, els altres l’ajuden. Martin, amb la cara coberta d’embenatges, surt del seu despatx amb un rifle i culpa de tot a Ulisses. Confús, Ulisses diu que només és un miner preocupat per la seva dona. Mentre Martin continua discutint, Roberta pateix el mateix atac epilèptic que Rosa. Alvaro i Ulisses desarmen Martin. Mentre Ulisses lliga Martin, Álvaro, estudiant de medicina, assisteix a Roberta i es preocupa quan veu que Gertrudis injecta a Ignacio una agulla hipodèrmica. Insisteix que Ignacio necessita dosis regulars per mantenir la calma.
Després que Álvaro reconegui emocionadament a Ignacio com un famós cas mèdic no resolt, Ulisses i Álvaro discuteixen sobre les seves creences polítiques oposades. Tots queden estupefactes quan Martin es recupera i revela que el seu rostre s'ha transformat per semblar exactament a Ulisses. Roberta també comença a mostrar signes de pèl facial semblants a Ulisses. Álvaro lluita contra el rifle d'Ulisses i l'acusa de ser agent del govern. Ulisses insisteix que no entén de què parlen els altres, però es pànic quan Irene també es transforma. Temerós que sigui contagiós, Álvaro intenta sortir de l'estació, només per trobar les portes tancades i a prova de bales.
Alvaro i Irene investiguen el despatx de Martin a instàncies d’aquest. Troben que totes les fotografies, estàtues i cartells tenen ara la cara d’Ulisses. Ignacio tanca Gertrudis i Martin en una cambra del darrere, on Rosa s'ha transformat i se suïcida. Ignacio mostra a Ulises un còmic sobre alienígenes que, en lloc de conquerir la Terra, roben la individualitat de la humanitat. Un cop tothom s'ha transformat, la memòria de la humanitat s'esborra i els humans es tornen a percebre a si mateixos com a individus, sense saber que han perdut la seva individualitat. Quan Gertrudis s'escapa, explica que Ignacio ha fet realitat el còmic.
Ignacio revela que els estava impedint marxar. Quan els altres s'enfronten a ell, Ignacio utilitza la seva capacitat per canviar la realitat per aturar-los. Quan Ulisses mor, diu que no reconeix la cara dels altres. A la seva cartera, troben una imatge d’Ulisses, que perceben que no sembla el clon barbut en què s'ha transformat tothom; suposen que va ser el primer a transformar-se. Irene mor durant el part i el seu bebè té la cara clonada. Ignacio s'ensorra i Roberta l'examina. Ella diu que va entrar en contacte amb els extraterrestres i, en no creure que fossin reals, els va permetre per error controlar-lo. Gertrudis pregunta a la Roberta què ha de fer després. Roberta respon: "Res".
Temps després, la policia arriba i deté Álvaro, culpant-lo de les morts. Gertrudis i Ignacio marxen a Tlatelolco, Ciutat de Mèxic. Un narrador anuncia que, amb poques excepcions, Ignacio és l’únic que recorda o sap el que ha passat, com al còmic.

## Repartiment
- Gustavo Sánchez Parra - Ulises
- Cassandra Ciangherotti - Irene
- Fernando Becerril - Martin
- Humberto Busto - Alvaro
- Carmen Beato - Gertrudis
- Santiago Torres - Ignacio
- Maria Elena Olivares - Roberta
- Catalina Salas - Rosa

## Producció
L'escriptor-director Isaac Ezban va estar influït per The Twilight Zone. Com aquell programa, va dir que volia fer un thriller centrat principalment en els personatges. Ezban va escriure el guió el 2011 i el rodatge va començar el 7 de juliol de 2014 a Ciutat de Mèxic i Puebla. Ezban es va plantejar rodar en blanc i negre, però va utilitzar colors desaturats. A més de The Twilight Zone, Ezban es va inspirar en The box, de la que va dir que té un aspecte d'un altre món a causa dels seus colors desaturats. La pel·lícula no és excessivament política, però Ezban va voler incloure referències a la matança de Tlatelolco com a punt argumental per homenatjar les pel·lícules socialment conscients de la dècada de 1960, tot donant-li un sabor únic mexicà.

## Estrena i crítiques
Los similares es va projectar al Fantastic Fest el setembre del 2015. Es va estrenar a Mèxic l'octubre del 2016.
Rotten Tomatoes, un agregador de ressenyes, informa que el 95% de 19 crítics enquestats van donar una crítica positiva a la pel·lícula; la qualificació mitjana és de 7,2/10. Dennis Harvey, de Variety, el va comparar amb l'episodi de The Twilight Zone de 1961 It's a Good Life, qualificant-lo de "decebedorament familiar", però un "homenatge canalla". Kim Newman de Screen Daily va escriure: "Divertit, amb suspens, inventiu i encantador, això sap quan reduir l'homenatge i arribar a ser realment aterridor". Madeleine Koestner, de Fangoria, la va valorar amb 3/4 estrelles i va escriure que la pel·lícula "ven la seva ximpleria com a aterradora i, al final, creieu que aquest fet ridícul és realment terrorífic".